# Jelena Iljina
Jelena Iljina (russisch Елена Ильина, wiss. Transliteration Elena Il'ina; * 5. Mai 1967) ist eine ehemalige sowjetische Eisschnellläuferin.
Iljina, die für den PR Ufa startete, errang bei sowjetischen Meisterschaften jeweils einmal den zweiten sowie dritten Platz im Sprint-Mehrkampf und startete international erstmals in den Saison 1986/87. Dabei kam sie bei der 3-Bahnen-Tournee in Baselga di Piné über 1000 m auf den dritten Platz, in Inzell auf den zweiten Rang über 500 m und in Innsbruck auf den zweiten Platz über 1000 m sowie auf den ersten Rang über 500 m. Bei ihrer einzigen Teilnahme an Olympischen Winterspielen im Februar 1988 in Calgary belegte sie den 18. Platz über 1000 m und den 16. Rang über 500 m. In ihrer letzten Saison 1988/89 lief sie in Berlin ihre einzigen Rennen im Eisschnelllauf-Weltcup, welches sie auf dem 16. Platz über 1000 m und auf dem 14. Rang über 500 m beendete.

## Persönliche Bestleistungen
| Disziplin | Zeit         | Datum             | Ort           |
| --------- | ------------ | ----------------- | ------------- |
| 500 m     | 40,85 s      | 26. Dezember 1988 | Almaty        |
| 1000 m    | 1:22,40 min  | 13. Februar 1988  | Calgary       |
| 1500 m    | 2:13,03 min  | 13. März 1986     | Almaty        |
| 3000 m    | 4:57,17 min  | 23. März 1983     | Jekaterinburg |
| 5000 m    | 10:25,10 min | 13. Februar 1985  | Leningrad     |